# Поташник, Александр Абрамович
Алекса́ндр Абра́мович Пота́шник (1905—1977) — советский волейбольный функционер и арбитр, первый председатель Всесоюзной секции волейбола. Один из организаторов советского волейбола.

## Биография
Александр Поташник — главный организатор и пропагандист отечественного волейбола в первые годы развития и становления новой игры в СССР. В 1928 году входил в тренерский штаб женской и мужской сборных команд Москвы — победителя и серебряного призёра Всесоюзной спартакиады.
В 1932 году из Секции ручных игр Всесоюзного совета физической культуры СССР была выделена Всесоюзная секция волейбола (с 1959 — Федерация волейбола СССР). Председателем новой организации был избран Александр Поташник, возглавлявший секцию до 1949 года.
В 1934—1951 также возглавлял Президиум Всесоюзной коллегии волейбольных судей. Судья всесоюзной категории (1937; 1954). Главный судья Всесоюзных волейбольных праздников, первых чемпионатов СССР и других соревнований.
Автор правил соревнований, первых пособий по волейболу (по методике обучения технике и тактике игры, судейству соревнований).

## Источник
- Волейбол. Энциклопедия/Сост. В. Л. Свиридов, О. С. Чехов. — Томск: Компания «Янсон», 2001.